# Archidiocèse de Medellín
L'archidiocèse de Medellín (en latin : archidioecesis Medellinensis ; en espagnol : arquidiócesis de Medellín) est un archidiocèse métropolitain de l'Église catholique en Colombie.

## Territoire
Il comprend 7 municipalités du département d'Antioquia : Bello, Copacabana, Envigado, Itagüí, La Estrella, Medellín, Sabaneta ce qui correspond à un territoire de 718 km2 divisé en 342 paroisses.
Le siège archiépiscopal est dans la ville de Medellín où se trouve la cathédrale de l'Immaculée-Conception ainsi que la basilique de Notre-Dame de la Candelaria (es), qui est la patronne de l'archidiocèse. La basilique de Notre-Dame du Rosaire de Chiquinquirá (es) de La Estrella (qu'il ne faut pas confondre avec la basilique Notre-Dame-du-Rosaire de Chiquinquirá) est un lieu de pèlerinage auprès de Notre-Dame de Chiquinquirá, patronne de la Colombie.

## Histoire
Le diocèse de Medellín est érigé le 14 février 1868 par le décret Apostolici ministerii de la congrégation pour les évêques en prenant le territoire du diocèse d'Antioquia qui est supprimé. Il est nommé suffragant de l'archidiocèse de Bogota.
Le diocèse d'Antioquia (aujourd'hui archidiocèse de Santa Fe de Antioquia) est rétabli le 29 janvier 1873 par la bulle Super œcumenica du pape Pie IX en récupérant une partie de son ancien territoire du diocèse de Medellín. Il cède 26 municipalités le 16 avril 1875 au diocèse de Medellín.
Il cède une portion de territoire le 11 avril 1900 pour l'érection du diocèse de Manizales (aujourd'hui archidiocèse de Manizales).
Il est élevé au rang d'archidiocèse métropolitain le 24 février 1902 par le décret Apostolici ministerii de la congrégation pour les évêques avec pour suffragants les diocèses d'Antioquia et Manizales. 
Marie de Jésus Upegui (es) fonde en 1903 les servantes du Saint-Sacrement et de la Charité (es) pour l'éducation de la jeunesse, le soin des personnes âgées et l'adoration eucharistique, Laura Montoya fonde en 1914 les sœurs Missionnaires de Marie Immaculée et Sainte Catherine de Sienne pour faire le catéchisme et éduquer les indiens Kunaet Maria Berenice Duque Heckner fonde en 1917 les petites sœurs de l'Annonciation pour aider les marginalisés des milieux périphériques.
Le 15 septembre 1936, l'archevêque Tiberio de Jesús Salazar y Herrera fonde l'université pontificale bolivarienne, une des plus prestigieuses universités colombiennes,.
Au cours du XXe siècle, il cède des parties de son territoire pour l'érection de nouvelles circonscriptions ecclésiastiques : le 18 mars 1957 pour le diocèse de Sonsón (aujourd'hui diocèse de Sonsón-Rionegro), le 27 octobre 1962 pour le diocèse de Barrancabermejaet le 18 juin 1988 pour les diocèses de Caldaset Girardota.
Par un décret du 7 octobre 2016, la congrégation pour le culte divin et la discipline des sacrements reconnaît que la Vierge Marie vénérée sous le vocable de Notre-Dame de la Candelaria est la patronne principale du diocèse avec sainte Barbe comme patronne secondaire.

## Évêques et archevêques
évêques
- Valerio Antonio Jiménez (13 mars 1868 - 29 mai 1873)
- José Joaquín Isaza Ruiz (29 mai 1873 - 29 décembre 1874)
- José Ignacio Montoya Palacio (7 avril 1876 - 15 juillet 1884)
- Bernardo Herrera Restrepo (27 mars 1885 - 4 juin 1891) nommé archevêque de Santafé de Nouvelle-Grenade
- Joaquín Pardo Vergara (1er février 1892 - 24 février 1902) devient archevêque de Medellín

archevêques
- Joaquín Pardo Vergara (24 février 1902 - 14 novembre 1904)
- Manuel José Caicedo Martínez (14 décembre 1905 - 22 juin 1937)
- Tiberio de Jesús Salazar y Herrera (22 juin 1937 - 4 mars 1942)
- Joaquín García Benítez, C.I.M (14 mai 1942 - 28 novembre 1957)
- Tulio Botero, C.M (8 décembre 1957 - 2 juin 1979)
- Alfonso López Trujillo (2 juin 1979 - 9 janvier 1991)
- Héctor Rueda Hernández (7 novembre 1991 - 13 février 1997)
- Alberto Giraldo Jaramillo, P.S.S (13 février 1997 - 16 février 2010)
- Ricardo Antonio Tobón Restrepo depuis le 16 février 2010